# Luigi Amantea
Luigi Amantea (Rossano, 30 novembre 1869 – Roma, 9 aprile 1949) è stato un generale e politico italiano.

### Fonti
1. ↑   Bollettino ufficiale delle nomine, promozioni e destinazioni negli ufficiali e sottufficiali del R. esercito italiano e nel personale dell'amministrazione militare, 1935,  p. 4249. URL consultato il 1º marzo 2020.